# Tytan Anderson
Tytan Anderson (Eldridge, 17 april 2002) is een Amerikaans basketballer.

## Carrière
Anderson speelde van 2020 tot 2025 collegebasketbal voor de Northern Iowa Panthers. Hij werd niet gekozen in de NBA draft van 2025. Hij speelde in de zomer van 2025 voor de New Orleans Pelicans in de NBA Summer League. Hij tekende voor het seizoen 2025/26 bij de Belgische eersteklasser Leuven Bears.